# Łukasz Sobański
Łukasz Sobański (ur. 16 czerwca 1986 w Gorzowie Wielkopolskim) – polski futsalista, ofensywny zawodnik z pola, zawodnik Red Devils Chojnice. Reprezentant Polski w futsalu.

## Kariera klubowa
Łukasz Sobański swoją karierę klubową w rozpoczął w Wulkanie Wrocław. Następnie reprezentował Holiday Chojnice, z którym zdobył wicemistrzostwo i Puchar Polski. Kolejną drużyną Sobańskiego była Kanglida Gorzów Wielkopolski. Obecnie reprezentuje barwy Red Devils Chojnice, z którym w sezonie 2012/2013 zdobył wicemistrzostwo Polski. 1 maja 2016 ze swoją drużyną zdobył Puchar Polski.

## Kariera reprezentacyjna
Łukasz Sobański po raz pierwszy do reprezentacji Polski powołany został przez selekcjonera Andreę Bucciola w 2013 r. na towarzyski Turniej Czterech Państw, który odbył się w angielskim Newcastle.

### Mecze w reprezentacji Polski
| l.p. | Data           | Przeciwnik        | Rezultat | Rozgrywki               | Uwagi |
| ---- | -------------- | ----------------- | -------- | ----------------------- | ----- |
| 1.   | 6 czerwca 2013 | Malezja           | 6-1      | Turniej Czterech Państw |       |
| 2.   | 7 czerwca 2013 | Anglia            | 2-1      | Turniej Czterech Państw |       |
| 3.   | 9 czerwca 2013 | Stany Zjednoczone | 2-4      | Turniej Czterech Państw |       |

## Sukcesy

### Klub
- Holiday Chojnice
  - Mistrzostwo Polski:
    -  2005/2006

  - Puchar Polski
    -  2005/2006
- Red Devils Chojnice
  - Mistrzostwo Polski:
    -  2012/2013

  - Puchar Polski:
    -  2015/2016
    -  2014/2015